# Кріста ван Вельзен
Кріста ван Вельзен (нар. 15 вересня 1974 р.) — нідерландська політична діячка, активістка екологічного руху. З 2002 по 2010 рік була членом Палати представників Нідерландів від Соціалістичної партії.

## Кар'єра
Кріста ван Вельзен народилася в Сент-Ніколаасзі у Фрісландії. Під час навчання в середній школі працювала волонтеркою у IVN (Instituut voor Natuurbeschermingseducatie – Інститут освіти з охорони природи). Після доуніверситетської освіти в Newmancollege в Бреді та підготовчого курсу до вищої освіти в галузі лісового господарства та управління природними ресурсами, вона вирішила працювати — знову як волонтерка — зі Stichting Kollektief Rampenplan, органічно-вегетаріанським колективом громадського харчування, який підтримує заходи та заходи протягом усього часу для активістів.

### Роззброєння
У 1995 році вона організувала похід з Брюсселя до Москви від імені без'ядерного світу. У наступні роки вона брала активну участь у 10-річному періоді після Чорнобильської кампанії та в кампанії чеських екологів проти будівництва Темелінської атомної електростанції. Вона також працювала в Генті, в Бельгії, з групою тиску Voor Moeder Aarde (За Батьківщину-Землю; пізніше об'єдналася в Friends of the Earth Flanders) у різних кампаніях щодо ядерної зброї, ядерної енергії та ненасильства.
Ван Вельзен була залучена до прямих дій щодо роззброєння на військово-морській базі Фаслейн в Шотландії, де вона була заарештована після того, як піднялася на борт атомного підводного човна з молотком, щоб його «демонтувати». У січні 2007 року її знову заарештували, цього разу разом із шістьма британськими парламентаріями, під час річної блокади бази. Внаслідок своєї діяльності має судимість.
Під час Косовської війни вона організувала прогулянку від Міжнародного кримінального суду в Гаазі до штаб-квартири НАТО в Брюсселі. У 1999 році вона також заснувала Гентський екологічний центр. Влітку того ж року вона почала працювати в групі соціалістичної партії в Палаті представників, де займалася питаннями оборони, сільського господарства та харчової безпеки. У рамках своєї роботи вона також була членом робочої групи з генної інженерії та була співавторкою партійної брошури Wat moeten we met de genetische technologie (Що нам робити з генною технологією).
На початку літа 2008 року вона зіграла роль у справі викривача Фреда Спайкерса.

### Вибори до Палати представників
На виборах у травні 2002 року була обрана до Палати представників від Соціалістичної партії. 25 червня 2002 року вона виступила зі своєю першою промовою про працевлаштування 17-річних підлітків у збройних силах. На парламентських виборах 2006 року вона була п’ятою в партійному списку і була переобрана, набравши понад 14 000 голосів. Ван Вельзен входить до комітету рекомендацій Нідерландського соціального форуму (Нідерландського соціального форуму, організації голландських неурядових організацій та альтерглобалістських груп).
Її пенсійну виплату було припинено після того, як телепрограма PowNews повідомила, що вона перебуває за кордоном тривалий період і, таким чином, може подати заявку в інше місце перебування. Представник Соціалістичної партії сказав: «Кріста не мала наміру їздити на велосипеді за рахунок платника податків».

## Особисте життя
Ван Вельзен була вихована як менонітка і досі називає себе баптисткою. Вона описала себе як «бісексуалку на 100 %» і як член Палати представників була відкритою лесбійкою.

## Зовнішні посилання
- Вікісховище має мультимедійні дані за темою: Кріста ван Вельзен
- Офіційний веб-сайт